# Difosfor tetroksid
Fosfor-tetroksid – fosfortetraoksid, difosfor-tetraoksid je hemijsko jedinjenje fosfora i kiseonika, koje pripada grupi oksida fosfora. Empirijska formula ovog jedinjenja je P2O4, iako njegove strukturn ili stehiometrijske veze nisu potpuno razjašnjene.

## Priprema
Fosfor-tetroksid se može dobiti toplotnom razgradnjom fosfor-trioksida:
{\displaystyle \mathrm {4\ P_{2}O_{3}\rightleftharpoons 2\ P+3\ P_{2}O_{4}} }
Fosfor-trioksid disproporcionisan preko polovine na 210°C do fosfora i fosfor--tetroksida.
Osim toga, fosfor-trioksid putem kontrolirane oksidacije s kiseonikom u ugljenik tetrahloridnom rastvoru se pretvara u fosfor tetroksid.
Redukcijom fosfora nastaje fosfor tetroksid, uz pažljivu reakciju sa crvenim fosforom, na 450-525° C.

## Osobine
Fosfor tetroksid je bezbojan, zavisno od procesa proizvodnje dolazi do različitih  stopa kristalizacije čvrstog oksida. Takozvani α-oblik romboedarskih kristala, sastoji se od P4O8 i P4O9-molekula u  različitim količinama. Umesto navedene empirijske formule predviđene za ovu vrstu fosfor-tetroksida, odnos formula je P4O8,1–9,0. Monokino kristalizirani β-oblik se sastoji od P4O7 i P4O8. Odnos formula je tu P4O7,7–8,0.
Fosfor-tetrokssid reaguje sa vodom (hidroliza) do fosforaste i fosforne kiseline.